# Улица Владимира Коваленко
Улица Владимира Коваленко (до 2024 года — улица Генерала Пухова) (укр. Вулиця Володимира Коваленка) — улица в Деснянском районе города Чернигова. Пролегает от улицы Шевченко до улицы 1 Танковой бригады (Генерала Белова), исторически сложившаяся местность (район) Бобровицкий жилой массив.
Примыкают улицы Кистяковских, Защитников Украины, Петра Смоличева, Новосёлов, Всехсвятская, Соборности (Доценко).

## История
В начале 20 века были возведены первые дома. Решением Всеукраинского центрального исполнительного комитета в мае 1923 года совхоз Бобровица был включён в состав города Чернигова.
Совхозная улица была проложена в начале 1930-х годов от улицы Революции (современной улицы Шевченко) до поля (до современной улицы Защитников Украины). На карте М-36-15-В 1943 года местность с одной улицей обозначена как Бобровицкая Слобода. 
Улица была продлена в ходе строительства Бобровицкого жилого массива. Конец улицы непарной стороны застраивался вместе с другими улицами Бобровицкого жилого массива в 1960-1970-х годах, парной — 1980-1990-х годах. Согласно топографической карте M-36-15, по состоянию местности на 1985-1987 годы отсутствует многоэтажная жилая застройка конца улицы парной стороны.
В 1980 году Совхозная улица была переименована на улица Генерала Пухова — в честь Героя Советского Союза Николая Павловича Пухова.
С целью проведения политики очищения городского пространства от топонимов, которые возвеличивают, увековечивают, пропагандируют или символизируют Российскую Федерацию и Республику Беларусь, 10 июля 2024 года улица получила современное название — в честь советского и украинского археолога, уроженца Черниговщины Владимира Петровича Коваленко, согласно Решению Черниговского городского совета № 41/VIII-7 «Про переименование улиц в городе Чернигове» («Про перейменування вулиць у місті Чернігові»).

## Застройка
Улица пролегает в северо-западном направлении. Парная и непарная стороны улицы заняты усадебной застройкой, только конец улицы — многоэтажной жилой застройкой (5-9-этажные дома). Частично парная сторона конца улицы — при примыкании улицы Соборности (Доценко) — занята городским лесопарком Берёзовая роща.
Учреждения:
1. дом № 134 — детсад № 4

Мемориальные доски:
1. дом № 30 улицы 1 Танковой бригады (Генерала Белова): со стороны улицы Генерала Пухова — Герою Советского Союза Николаю Павловичу Пухову — комментарий прежнего именования улицы